# Ichijō Michika
Ichijō Michika (parfois Michiyoshi (一条 道香) (né le 18 novembre 1722, mort le 4 octobre 1769), fils du régent Ichijō Kaneka, est un noble de cour japonais (kugyō) de la période Edo (1603–1868). Il exerce la fonction de régent kampaku pour l'empereur Sakuramachi de 1746 à 1747 et régent sesshō pour l'empereur Momozono de 1747 à 1755. Il est de nouveau régent kampaku pour l'Empereur Momozono de 1755 à 1757.
Il épouse une fille adoptive de Ikeda Tsugumasa, troisième daimyo du domaine d'Okayama. Elle donne naissance, entre autres, à Ichijō Teruyoshi et à une fille qui devient plus tard une consort de Tokugawa Harumori, sixième daimyo du domaine de Mito.

## Source de la traduction
- (en) Cet article est partiellement ou en totalité issu de l’article de Wikipédia en anglais intitulé « Ichijō Michika » (voir la liste des auteurs).